# Zikmund Bedřich z Khevenhülleru
Zikmund Bedřich hrabě z Khevenhülleru (německy Siegmund / Sigismund Friedrich Graf von Khevenhüller, 17. září 1666, Klagenfurt – 8. prosince 1742, Vídeň) byl rakouský šlechtic, politik a dvořan. Dlouhodobě zastával vysoké funkce ve správě rakouských zemí, v letech 1711–1740 byl místodržitelem v Dolních Rakousích. Vlastnil majetek v Korutansku (Hochosterwitz), později přikoupil statky v Dolním Rakousku (Hardegg). V roce 1725 získal říšský hraběcí titul a byl rytířem Řádu zlatého rouna. V další generaci získala rodina knížecí titul a majetek v Čechách.

## Životopis

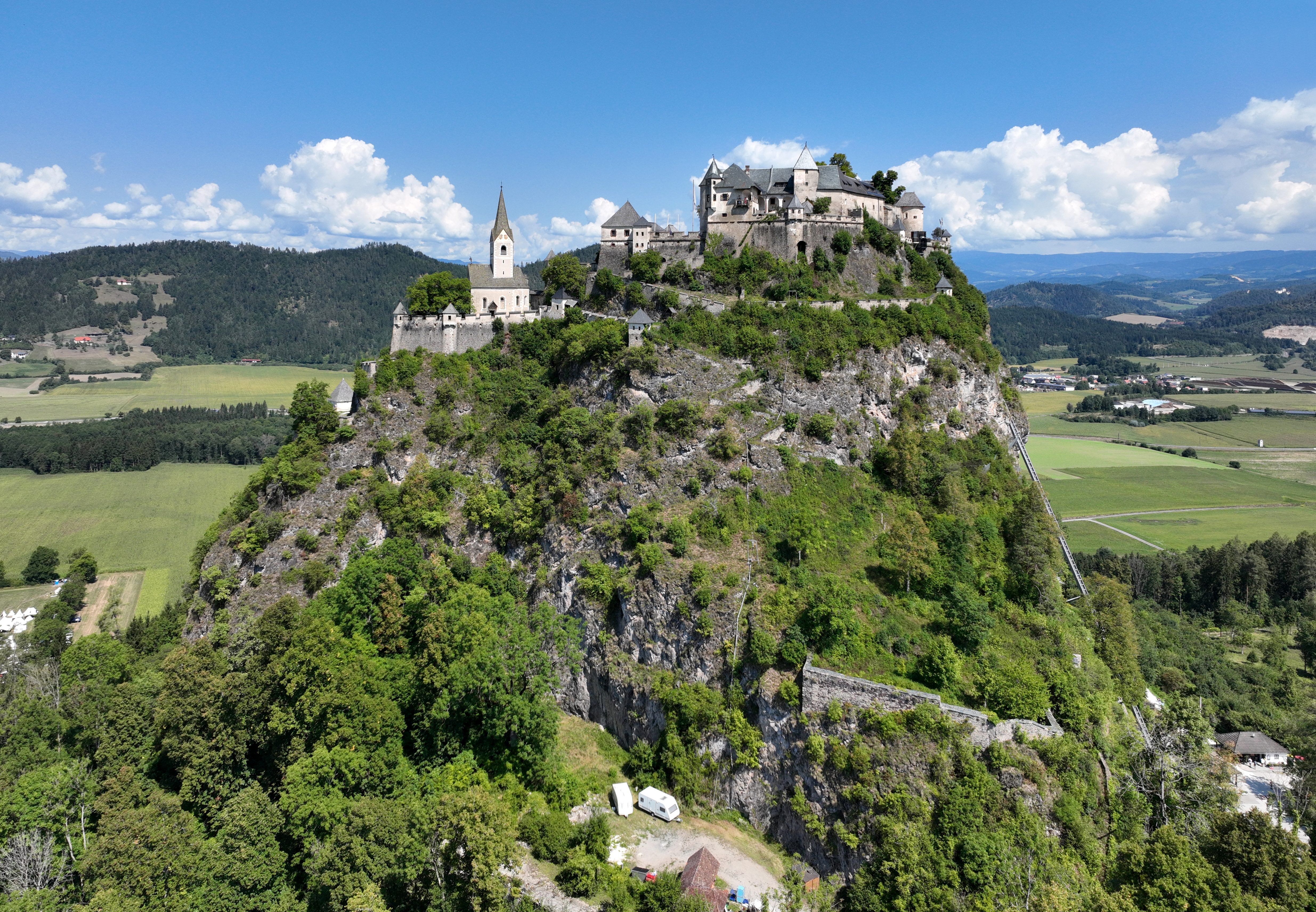
Hrad Hochosterwitz (Korutany)

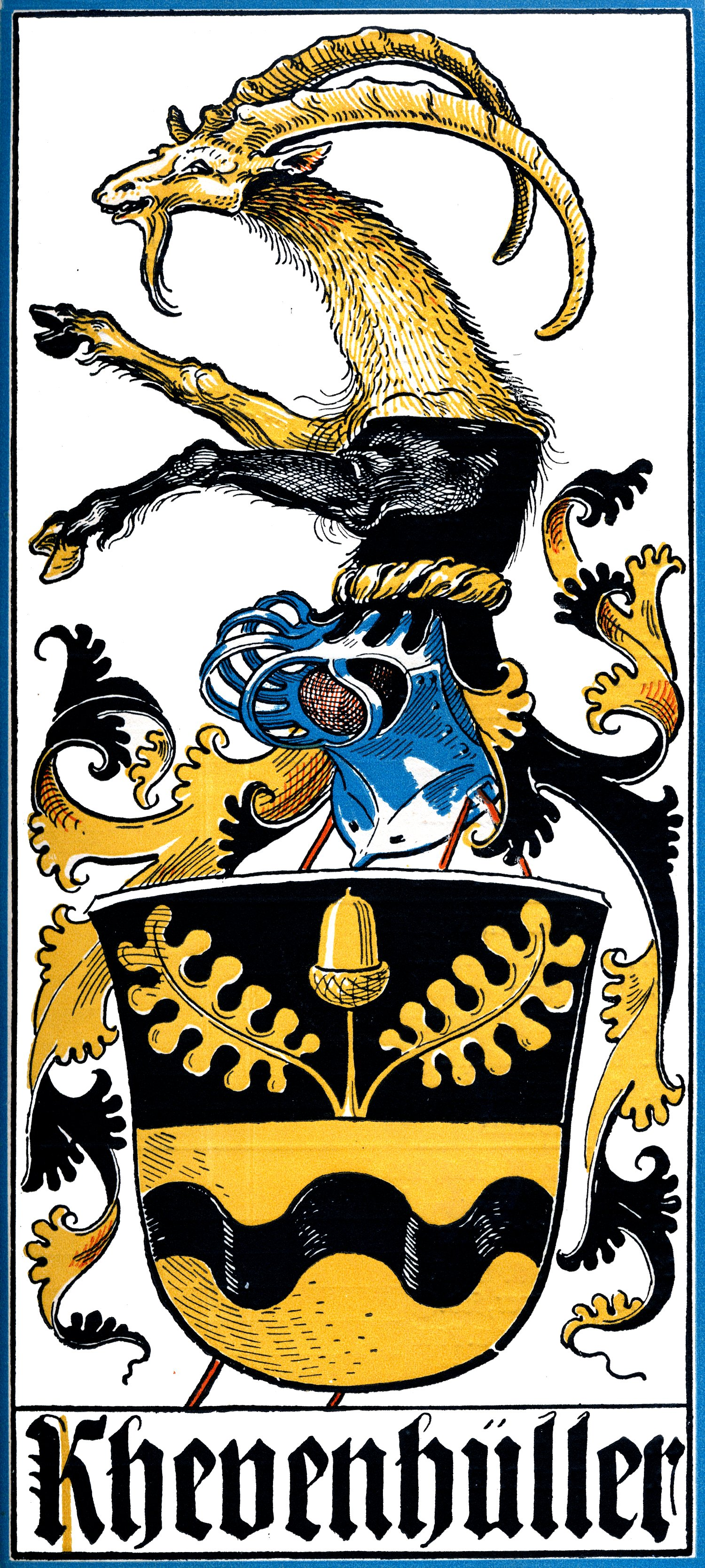
Erb rodu Khevenhüllerů

Pocházel ze starého šlechtického rodu Khevenhüllerů, narodil se jako starší syn hraběte Jana Ehrenreicha z Khevenhülleru (1640–1675), matka Benigna (1647–1713) patřil k rodině Herbersteinů. Studoval na univerzitách v Linci, Salcburku a Praze, v letech 1685–1690 absolvoval kavalírskou cestu po Evropě. Mezitím byl v roce 1686 jmenován císařským komořím a po dosažení zletilosti převzal správu rodových majetků v Korutanech (Landskron, Hochosterwitz). V Korutanech také zahájil svou kariéru ve státních službách, v letech 1698–1712 zde byl zemským hejtmanem. V letech 1711–1740 byl místodržitelem v Dolních Rakousích, mezitím se stal tajným radou a později státním ministrem. V roce 1721 obdržel Řád zlatého rouna a v roce 1725 byl povýšen do říšského hraběcího stavu (do té doby byl hrabětem jen v rakouských zemích), zároveň získal český inkolát.

### Majetek
Kromě statků v Korutansku koupil v roce 1730 panství Hardegg na rakousko-moravské hranici a krátce poté nechal přestavět zámek Riegersburg. Přestavba probíhala v několika etapách po roce 1730 podle projektu architekta Františka Antonína Pilgrama.

### Manželství a rodina
Byl dvakrát ženatý, jeho první manželkou byla hraběnka Marie Renata z Thannhausenu (1675–1698), podruhé se oženil s hraběnkou Marií Ernestinou z Orsini-Rosenbergu (1683–1728), dcerou dlouholetého korutanského zemského hejtmana Františka Ondřeje z Orsini-Rosenbergu. Z obou manželství se narodilo sedm dětí. Z nich dcera Marie Anna (1705–1764) byla manželkou knížete Karla Maxmiliána z Ditrichštejna (1702–1784). Starší syn Jan Josef (1706–1776) působil v diplomacii, později v nejvyšších dvorských úřadech a v roce 1763 byl povýšen do knížecího stavu. Mladší syn Jan František Antonín (1707–1762) byl biskupem ve Vídeňském Novém Městě, nejmladší Jan Leopold Petr (1710–1775) byl kanovníkem v Salcburku a Augsburgu.